# Жумаскалієв Нурбол Жардемович
Нурбол Жардемович Жумаскалієв (каз. Нұрбол Жәрдемұлы Жұмасқалиев; нар. 11 травня 1981, Уральськ, Казахська РСР) — казахстанський футболіст, атакувальний півзахисник, тренер та багаторічний капітан клубу «Тоболу» (Костанай). Переможець Кубку Інтертото 2007 року. Чемпіон Казахстану (2010) та 8-кратний призер у складі «Тоболу». Колишній гравець збірної Казахстану (2001-2014). Найдосвідченіший футболіст та найкращий бомбардир Прем'єр ліги — за 21 сезон (1998—2018) відзначився 167-ма голами у 526 матчах чемпіонату. Входить до топ-10 збірної Казахстану за кількістю матчів та голів за всю історію. Один із найвидатніших футболістів в історії казахстанського футболу.

## Ранні роки
Футболом розпочав займатися у 6-річному віці, перший тренер — Булат Шалаєв. У віці 11 років навчався в інтернаті футбольного клубу «Намис» (Алмати), який на той час відбирав найкращих юних футболістів з усього Казахстану. Нурбол розпочинав виступати спочатку на позиції нападника.

## Кар'єра гравця

### «Нарин» та «Жетису»
У 17 років запрошений до рідного «Нарина», який напередодні вийшов у Суперлігу Казахстану. Дебютний матч провів проти теміртауського «Булата». За весь сезон «Нарин» жодного разу не здобув перемогу та вилетів до Першої ліги. На запрошення Берика Аргімбаєва Жумаскалієв перейшов до талдикорганського «Жетису», але клуб протягом усього сезону боровся за виживання в Суперлізі.

### «Тобол»
2000 року прийняв пропозицію від костанайського «Тоболу», де грав до 2010 року. У першому матчі оформив хет-трик у ворота «Жетису». У 22 матчах відзначився 9-ма голами. Незабаром став лідером та капітаном команди. Отримав виклик до збірної Казахстану.
2001 року визнаний найкращим півзахисником чемпіонату, 2003 — найкращим футболістом Казахстану (за версією журналу Goаl), а 2005 року і за версією КФФ.
Двічі брав участь у Кубку Інтертото, один раз – у Кубку УЄФА. У Кубку Інтертото у 2003 році подолав 2 раунди. У 2006 році в Кубку УЄФА відзначився голом у воротах «Базелю» (рахунок за сумою двох зустрічей 3:1 на користь «Базеля»), у 2007 році переміг разом із командою три клуби й став одним із переможців Кубка Інтертото. Відкрив рахунок у матчі з «Галатасараєм» (1:1). У Лізі Європи відзначився голом у воротах «Зриньські».
У сезоні 2007 року «Тобол» із Нурболом Жумаскалієвим вперше виграв Кубок Казахстану. 31 серпня 2008 року відзначився найшвидшим хет-триком в історії чемпіонатів Казахстану у ворота «Атирау», для досягнення цього рекорду гравцеві знадобилося лише 11 хвилин.
У сезонах 2002, 2004 та 2006 років «Тобол» вигравав бронзові медалі чемпіонату Казахстану. У 2003, 2005, 2007 та 2008 роках ставав віце-чемпіоном. У сезоні 2010 року разом із «Тоболом» уперше став чемпіоном країни. Багато в чому завдяки Нурболу команда вперше за довгі роки виграла чемпіонат. У матчі з «Атирау» вирішувалося, хто займе 1-ше місце. Жумаскалієв на 70-й хвилині матчу відзначився переможним голом. За підсумками чемпіонату посів друге місце у списку найкращих бомбардирів, а його одноклубник Улугбек Бакаєв став першим. За підсумком сезону став найкращим футболістом року. Після закінчення сезону 2010 року зізнався, що хотів би грати за кордоном. За результатами опитування вболівальників на офіційному сайті «Тоболу» визнаний найкращим гравцем сезону.
Завдяки грі за «Тобол», привернув увагу декількох клубів, побував на перегляді в московському «Спартаку», також ним цікавилися клуби з Бундесліги та англійської Прем'єр-ліги.

### «Локомотив»/«Астана»
12 січня 2011 року вільним агентом перейшов до астанинського «Локомотиву». Контракт було підписано до кінця 2011 року.
|  | Я ухвалив найскладніше рішення у своїй кар'єрі. У Костанаї я провів 11 сезонів, у цьому клубі я відбувся як футболіст, виграв Кубок Казахстану, виграв усі комплекти медалей – завдяки «Тоболу» я став відомим. Підтримка вболівальників, увага акіма області – все це допомагало нам прогресувати рік у рік. У результаті ми досягли свого – виграли титул чемпіона країни. Не приховую, мені було важко приймати рішення про звільнення з Костаная, але на цьому етапі воно було найнеобхіднішим для мене. Я вирішив продовжити кар'єру в «Локомотиві»! |

Дебютував у матчі за Суперкубок проти «Тоболу», цього ж матчу вперше виграв трофей. Став віце-капітаном команди. 24 квітня забив два голи у ворота кизилординського «Кайсара», довів кількість забитих м'ячів у чемпіонатах Казахстану до 130.
За підсумками сезону став найкориснішим гравцем команди, віддав 13 гольових передач та забив 10 м'ячів. Провів найбільше часу на полі. У всіх турнірах провів 33 поєдинки та забив 10 м'ячів. За підсумками сезону вийшов на третє місце у списку найкращих бомбардирів чемпіонатів Казахстану.

### Повернення в «Тобол»
13 грудня 2011 року директор «Тоболу» Микола Панін скликав прес-конференцію, на якій заявив, що новий головний тренер костанайців В'ячеслав Грозний має намір повернути Нурбола Жумаскалієва.
20 грудня 2011 року стало відомо, що Нурбол підписав контракт із «Тоболом».
|  | Я радий, що повертаюся до команди. Прагнемо щоб «Тобол» повернувся на колишні позиції в чемпіонаті. |

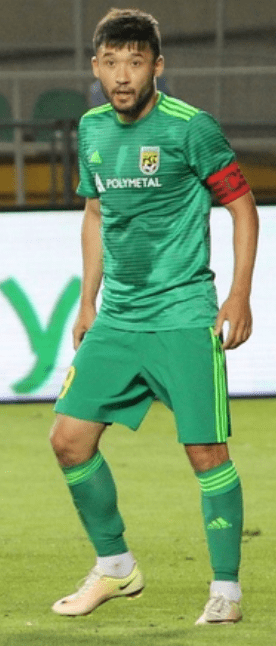
У складі «Тоболу» у 2018 році

Перший матч у чемпіонаті провів у грі першого туру проти алматинського «Кайрата» (4:0). Віддав дві гольові передачі та вивів команду з капітанською пов'язкою.
27 липня 2013 року відзначився голом у ворота «Жетису», який став для нього 148-м голом у кар'єрі, тим самим Нурбол Жумаскалієв став найкращим в історії бомбардиром Прем'єр-Ліги Казахстану, побив рекорд Олега Литвиненка.
У 2014 році зіграв свій 450-й матч у Прем'єр-ліги, став другим в історії футболістом чемпіонату, якому вдалося досягти позначки у 450 матчів.
5 квітня 2015 року оформив хет-трик у ворота «Тараза». 26 квітня зустріч із шимкентським «Ордабаси» стала 458-ою в кар'єрі Нурбола, завдяки чому став рекордсменом за кількістю проведених матчів в історії чемпіонатів Казахстану.
16 жовтня 2016 року видалений у матчі з «Акжайиком» за нецензурні вислови на адресу головного судді, контрольно-дисциплінарний комітет ухвалив рішення дискваліфікувати Жумаскалієва на 7 матчів. Пізніше Казахстанська федерація футболу пішла на зустріч гравцеві та скоротила дискваліфікацію до 2 матчів.

### «Іртиш»
Після конфлікту з головним тренером Омарі Тетрадзе Нурбол Жумаскалієв розірвав контракт і вирушив на збір із «Алтаєм», який повинен був дебютувати у Прем'єр-лізі. Але клуб перестали фінансувати, тому його перевели у другу лігу. У лютому вирушив на перегляд до павлодарського «Іртиша», з яким підписав контракт. Дебютував 8 березня 2017 року у домашній грі проти уральського «Акжайика», вийшовши на заміну замість Павла Шабаліна. Зіграв 7 матчів у чемпіонаті та два у Кубку Казахстану, але голами не відзначився. Через 4 місяці контракт був розірваний «за згодою сторін», оскільки ініціатори відходу Нурбола з «Тоболу» Талгат Баймуратов та Омарі Тетрадзе були відправлені у відставку через незадовільні результати команди, а нове керівництво бажало повернути гравця.

### Знову «Тобол»
Третій прихід до «Тоболу» відбувся у липні 2017 року. Після відходу колишньої адміністрації команди директором став Микола Панін, який одразу ж запросив Жумаскалієва повернутися до рідного клубу. У своєму останньому сезоні 2018 року провів 10 матчів, відзначився голом в останньому турі та завоював з командою бронзову медаль чемпіонату вперше за 12 років. Після чого 37-річний футболіст заявив про завершення кар'єри. Уболівальники «Тоболу» висловили своє бажання закріпити за незмінним капітаном його ігровий номер «9», створили відповідну петицію. У березні 2019 року керівництво оголосило, що номер буде надовго закріплений за Нурболом. У грудні 2018 року призначений спортивним директором клубу.

## Кар'єра в збірній
У збірній Казахстану дебютував 14 листопада 2001 року, у віці 20 років, у матчі зі збірною Естонії. Грав у нападі, віце-капітан команди. У матчі зі збірною Вірменії відзначився двома голами. 24 березня 2007 року у кваліфікаційному матчі чемпіонату Європи 2008 року відзначився переможним голом у ворота збірної Сербії.
Після приходу до збірної нового головного тренера Бернда Шторка перестав потрапляти у стартовий склад. Нурбол пропустив декілька матчів. За рік Шторк знову запросив Нурбола.
11 серпня 2010 року в товариському матчі зі збірною Омана відзначився голом і визнав найкращим гравцем матчу. Гідно брав участь у матчах кваліфікації чемпіонату Європи 2012. Після розгромної поразки збірної від Німеччини, головний тренер Мірослав Беранек дав зрозуміти, що послуг досвідченого гравця він не потребує.
Востаннє виступив за збірну тренера Юрія Красножана 5 березня 2014 року у товариському матчі з Литвою, в якому відзначився голом (1:1). Загалом зіграв 58 матчів та відзначився 7-ма голами.

## Кар'єра тренера
22 липня 2019 року Нурбола Жумаскалієва, колишнього спортивного директора «Тобола», було призначено в. о. головного тренера. Після призначення Григорія Бабаяна на посаду головного тренера повернувся до обов'язків спортивного директора.

## Стиль гри
Один із найкращих виконавців штрафних у Казахстані. Високою швидкістю не володів, мав добре поставлений удар. Мав репутацію прекрасного розпасовщика та найкращого бомбардира країни — за 20 сезонів (1998—2017) відзначився 166-ма голами у 521-ма поєдинку чемпіонату РК.

## Особисте життя
Дружина Асель. 20 січня 2010 року у Нурбола народилася дочка Сафія. У повсякденному житті спокійний, зразковий сім'янин. 5 січня 2012 року у Нурбола народився син, якого назвали Адамом.

## Цікаві факти
- Єдиний футболіст, який забив понад 100 м'ячів за одну команду в Казахстані[28].
- Рекордсмен за кількістю проведених поэдинків та забитих голів за «Тобол» (446 ігор та 156 голів) та у чемпіонаті Казахстану (521 гра та 166 голів).
- 3-й за кількістю зіграних матчів за збірну Казахстану.

## Цитати про Нурбола Жумаскалієва
- «У нас є Нурбол, який, на мою думку, зміг би грати у будь-якій команді російської Прем'єр-ліги. І там зі своїми людськими якостями, зі своїм ставленням до футболу, професіоналізмом він би явно не загубився. Це велика рідкість, коли в людині зібрано стільки позитивних якостей», Равіль Сабітов.
- «Нурбол, ми знаємо тебе, як кваліфікованого та працелюбного футболіста. Ми пишаємося тобою. Ти приклад для наслідування для юних футболістів. Дев'ять років тому ти почав грати у складі національної збірної, сьогодні тобою пишається весь Казахстан.», Казахстанська федерація футболу.
- «Можу найтепліші слова сказати на адресу Нурбола. Тим більше, ще раз ми командою привітали, у нього поповнення в сімействі — у нього дитина народилася. Ми дуже раді, що Нурбол так трепетно ставиться до сім'ї. «Спартаку» Нурбол підходив за всіма параметрами. Я так зрозумів, що у людей, які представляли Нурбола або казали, що його представляють, були завищені апетити. За ігровими якостями він нас повністю влаштовував і я дуже радий, що доля мене звела з Нурболом.», В'ячеслав Грозний[29].

## Статистика виступів

### Клубна
| Сезон   | Клуб                 | Матчі (Ч-т) | Голи | Матчі (Кубок) | Голи | Матчі (Європа) | Голи |
| ------- | -------------------- | ----------- | ---- | ------------- | ---- | -------------- | ---- |
| 1998    | «Нарин»              | 13          | 0    | 1             | 0    | 0              | 0    |
| 1999    | «Жетису»             | 24          | 0    | 2             | 0    | 0              | 0    |
| 2000    | «Тобол» (Костанай)   | 22          | 9    | 1             | 0    | 0              | 0    |
| 2001    | «Тобол» (Костанай)   | 30          | 12   | 2             | 0    | 0              | 0    |
| 2002    | «Тобол» (Костанай)   | 21          | 4    | 2             | 0    | 0              | 0    |
| 2003    | «Тобол» (Костанай)   | 30          | 16   | 4             | 1    | 6              | 1    |
| 2004    | «Тобол» (Костанай)   | 36          | 19   | 0             | 0    | 0              | 0    |
| 2005    | «Тобол» (Костанай)   | 22          | 9    | 0             | 0    | 0              | 0    |
| 2006    | «Тобол» (Костанай)   | 28          | 14   | 4             | 0    | 2              | 1    |
| 2007    | «Тобол» (Костанай)   | 27          | 9    | 4             | 0    | 7              | 2    |
| 2008    | «Тобол» (Костанай)   | 29          | 12   | 3             | 1    | 2              | 0    |
| 2009    | «Тобол» (Костанай)   | 24          | 8    | 2             | 1    | 2              | 1    |
| 2010    | «Тобол» (Костанай)   | 32          | 15   | 1             | 0    | 2              | 2    |
| 2011    | «Локомотив» (Астана) | 31          | 10   | 1             | 0    | 0              | 0    |
| 2012    | «Тобол» (Костанай)   | 26          | 6    | 4             | 0    | -              | 0    |
| 2013    | «Тобол» (Костанай)   | 30          | 9    | 2             | 0    | -              | 0    |
| 2014    | «Тобол» (Костанай)   | 28          | 5    | 1             | 0    | -              | 0    |
| 2015    | «Тобол» (Костанай)   | 19          | 5    | 1             | 1    | -              | 0    |
| 2016    | «Тобол» (Костанай)   | 27          | 4    | 0             | 0    | -              | 0    |
| 2017    | «Іртиш» (Павлодар)   | 7           | 0    | 2             | 0    | -              | 0    |
| 2017    | «Тобол» (Костанай)   | 10          | 0    | 2             | 0    | 1              | 0    |
| 2018    | «Тобол» (Костанай)   | 10          | 1    | 0             | 0    | -              | 0    |
| Загалом |                      | 526         | 167  | 36            | 4    | 22             | 7    |

### У збірній

#### По роках
| національна збірна Казахстану | національна збірна Казахстану | національна збірна Казахстану |
| Рік                           | Матчі                         | Голи                          |
| ----------------------------- | ----------------------------- | ----------------------------- |
| 2001                          | 1                             | 0                             |
| 2002                          | 2                             | 0                             |
| 2003                          | 3                             | 0                             |
| 2004                          | 4                             | 2                             |
| 2005                          | 4                             | 1                             |
| 2006                          | 9                             | 1                             |
| 2007                          | 14                            | 1                             |
| 2008                          | 8                             | 0                             |
| 2009                          | 0                             | 0                             |
| 2010                          | 5                             | 1                             |
| 2011                          | 2                             | 0                             |
| 2012                          | 1                             | 0                             |
| 2013                          | 3                             | 0                             |
| 2014                          | 2                             | 1                             |
| Загалом                       | 58                            | 7                             |

Станом на 7 червня 2016

#### Голи за збірну
Станом на 5 березня 2014
| #  | Дата            | Місце                                            | Суперник    | Рахунок | Результат | Змагання             | Пос    |
| -- | --------------- | ------------------------------------------------ | ----------- | ------- | --------- | -------------------- | ------ |
| 1. | 19 лютого 2004  | Пафіако, Пафос, Кіпр                             | Вірменія    | 1–0     | 2–1       | Товариський матч     |        |
| 2. | 19 лютого 2004  | Пафіако, Пафос, Кіпр                             | Вірменія    | 2–0     | 2–1       | Товариський матч     |        |
| 3. | 7 вересня 2005  | Центральний стадіон, Алмати, Казахстан           | Греція      | 1–1     | 1–2       | кваліфікація ЧС 2006 |        |
| 4. | 2 липня 2006    | Центральний стадіон, Алмати, Казахстан           | Таджикистан | 1–0     | 4–1       | Товариський матч     |        |
| 5. | 24 березня 2007 | Центральний стадіон, Алмати, Казахстан           | Сербія      | 2–0     | 2–1       | кваліфікація ЧЄ 2008 | [ 31 ] |
| 6. | 11 серпня 2010  | Астана Арена, Астана, Казахстан                  | Оман        | 2–1     | 3–1       | Товариський матч     | [ 32 ] |
| 7. | 5 березня 2014  | Спортивний комплекс «Мардан», Анталія, Туреччина | Литва       | 1–1     | 1–1       | Товариський матч     | [ 33 ] |

## Досягнення

### Клубні
«Тобол»
- Прем'єр-ліга Казахстану
  -  Чемпіон (1): 2010
  -  Срібний призер (4): 2003, 2005, 2007, 2008
  -  Бронзовий призер (4): 2002, 2004, 2006, 2018

- Кубок Казахстану
  -  Володар (1): 2007

- Кубок Інтертото
  -  Володар (1): 2007

«Локомотив» (Астана)
- Суперкубок Казахстану
  -  Володар (1): 2011

### Особисті
- Найкращий футболіст Казахстану (за версією КФФ): 2005, 2010
- Найкращий футболіст Казахстану (за версією журналу Goаl): 2003, 2010
- Найкращий півзахисник Казахстану: 2001, 2003, 2004, 2005

### Нагороди
- Майстер спорту Казахстану
- Срібний кубок (50 матчів за збірну)[34].